# Veronica Necula
Veronica Necula, född den 15 maj 1967 i Târgovişte i Rumänien, är en rumänsk roddare.
Hon tog OS-silver i fyra utan styrman i samband med de olympiska roddtävlingarna 1992 i Barcelona.